# Last Rights
Last Rights war eine kurzlebige Hardcore-Punk-Band aus Boston. Sie wurde vor allem durch die Mitgliedschaft von Jack „Choke“ Kelly bekannt, der vorher Negative FX und später Slapshot gründete.

## Geschichte
Nach dem Ende von Negative FX gründete Jack Kelly 1983 die Band Last Rights. Die Gruppe trat nur einmal live auf, am 5. Februar 1983 in der Guiding Star Grange Hall in Greenfield, Massachusetts im Vorprogramm von DYS. Last Rights veröffentlichte 1984 die Single Chunk (B-Seite: So Ends our Night) auf Taang Records. Musikalisch war Last Rights „nicht ganz so hektisch wie Negative FX“, mit einer stärkeren Ausrichtung auf den Midtempo-Bereich und verständlichem Gesang. Für Kontroversen sorgte das Artwork der auf 100 Kopien limitierten Single. So war darauf Adolf Hitler vor einer Menschenmenge zu sehen. Auf dem Backcover stand unter dem Konterfei von Adolf Hitler „Vocals: Choke“. Des Weiteren wurde laut den Credits die Produktion von Klaus „Butcher Baby“ Barbie in den „Ovens of Auschwitz“ durchgeführt. Diese offensichtliche Provokation entstand nicht auf Grundlage rechtsextremen Gedankenguts. Laut Mark McKay (Taang Records) wollte Jack Kelly damit nur „die Leute anpissen“. Es sollte jedoch nicht die letzte solcher Provokationen werden. Jack Kelly rief später Stars and Stripes ins Leben, die ein proamerikanisches, stark patriotisches Image hatten.
1996 wurde die Single zusammen mit vier bisher unveröffentlichten Liedern auf einer Split-CD mit Negative FX wiederveröffentlicht. 2005 erschien die Kompilation-12’’ No Guts, No Glory auf dem belgischen Label Reflex Records, die ebenfalls die sechs Lieder enthält.

## Bedeutung
Trotz ihres geringen Outputs war Last Rights für die Bostoner Straight-Edge- und Hardcore-Punk-Szene von Bedeutung. Nach dem Ende von Negative FX füllte Last Rights die Lücke in der Boston Crew, die durch deren Auflösung entstanden war. Nach dem Ende von SS Decontrol und DYS waren Chokes Projekte die einzige Verbindung zur Bostoner Old School. Jack Kelly gründete anschließend Slapshot, während James Powers später mit Defcon 4 aktiv war.

## Diskografie
- 1984: Chunks b/w So Ends Our Night (7’’, Taang Records) (Erstpressung limitiert auf 100 Stück, später mit anderem Artwork neu veröffentlicht)
- 1996: Last Rights (Split-CD mit Negative FX, Taang Records)
- 2005: No Guts, No Glory (12’’, Reflex Records)